# 間
間是日本尺貫法长度单位，一間大概相当于6尺。一間的長度随时间和地点的不同而有所变化，但通常略短於2米。现在的标准是1+9⁄11米。虽然大多數尺貫法單位被米制所取代，但間这个長度单位在日本建築中依舊常見。